# Rudolf Müller
Rudolf "Rudi" Müller (Frankfurt, 21 de novembro de 1920 — 21 de outubro de 1943) foi um piloto alemão da Luftwaffe durante a Segunda Guerra Mundial. Abateu 94 aeronaves inimigas, o que fez dele um ás da aviação. Foi declarado como desaparecido em combate no dia 19 de abril de 1943.

## Carreira
Rudolf Müller nasceu no dia 21 de novembro de 1920, na cidade de Frankfurt am Main, Alemanha. Ele iniciou sua carreira militar ao juntar-se a uma unidade de sinalização do Exército, mas conseguiu transferir-se para a Luftwaffe em 1940, ingressando no treinamento para pilotos de caça.
Em agosto de 1941, após concluir seu treinamento de piloto, Müller foi destacado para o Ergänzungsgruppe/JG 77 (Gruppe de Reserva da Jagdgeschwader 77), então baseado na Romênia e, pouco depois, para o 1./JG 77 (1.º Staffel da JG 77), sediado no norte da Noruega e comandado por Horst Carganico.
O Feldwebel Müller obteve sua primeira vitória em 12 de setembro de 1941 ao abater um caça I-16 soviético. Em fevereiro de 1942, Müller derrubou dois bombardeiros britânicos na costa da Noruega.
Em março de 1942 sua unidade foi renomeada 6./JG 5. No dia 23 de abril de 1942, durante um combate contra caças Hurricane soviéticos, Müller abateu nada menos que cinco adversários (11ª a 15ª vitórias).
Voando ao lado de nomes como Heinrich Ehrler, Theodor Weißenberger, Walter Schuck e o próprio Carganico, ele seria particularmente bem sucedido contra esse tipo de caça britânico, fornecido para os russos dentro do programa de assistência mútua dos Aliados. Müller alcançaria um total de 15 vitórias confirmadas no mês de abril de 1942 (12 dos quais Hurricanes).
No mês de maio de 1942, ele acrescentaria outras 13 vitórias ao seu total, que agora somava 38 abates, sendo condecorado com a Cruz Germânica no dia 8 de junho de 1942. Algumas fontes indicam que foi Müller que derrubou e matou o ás soviético Boris Safanov (15 vitórias individuais e 14 compartilhadas) durante o ataque alemão ao comboio de navios aliados PQ-16, no dia 30 de maio de 1942.
O Feldwebel Müller derrubou sua 40.ª vítima no dia 17 de junho de 1942 (outro Hurricane) e, por fim, foi condecorado com a Cruz de Cavaleiro da Cruz de Ferro em 19 de junho de 1942, quando totalizava 46 vitórias confirmadas.
Ele permaneceria um curto período em licença, quando foi condecorado com o Troféu de Honra da Luftwaffe, em 1 de julho de 1942, retornando ao front em agosto daquele ano.
Naquele mesmo mês Müller adicionaria outros 16 abates ao seu total de vitórias, incluindo sua 50.ª vítimas (um Hurricane em 4 de agosto de 1942) e sua 60.ª no dia 25 de agosto de 1942.
O mês de setembro de 1942 se revelaria o melhor para o agora Oberfeldwebel Müller, quando nada menos que 18 aviões inimigos tombaram sob o fogo de suas armas, sete dos quais no dia 27 de setembro de 1942 (suas 75ª a 81ª vitórias).
Seu 87.º adversário caiu em 21 de fevereiro de 1943 e ele ainda seria o responsável pela 500.ª vitória do 6./JG 5, ao derrubar sua 94.ª e última vítima no dia 13 de março de 1943.
Em 19 de abril de 1943, Müller foi obrigado a fazer um pouso forçado com seu Bf 109 G-2/R6 (Werknummer 14810—número da fábrica) “amarelo 3” no lago congelado de Bolschoje depois de ser avariado em um combate contra uma formação de 30 a 40 aviões inimigos sobre Murmansque. Algumas horas mais tarde ele foi capturado por uma patrulha soviética.
Embora haja relatos de que Müller tinha sido visto com vida em uma prisão em Murmansque nos idos de 1947, ele nunca foi repatriado para a Alemanha. Outros relatos afirmam que ele foi morto tentando escapar de um campo de prisioneiros em outubro ou novembro de 1943.
Quando de seu desaparecimento Rudolf “Rudi” Müller havia alcançado 94 vitórias confirmadas, todas, à exceção de duas, na frente oriental. Dentre suas vitórias, encontram-se pelo menos 35 caças Hurricane.